# Орлянский сельский совет
Орлянский сельский совет (укр. Орлянська сільська рада) — входит в состав Васильевского района Запорожской области Украины.
Административный центр сельского совета находится в 
с. Орлянское.

## История
- 1937 — дата образования.

## Населённые пункты совета
- с. Орлянское
- с. Видножино
- с. Тополиное
- с. Ульяновка
- с. Ясная Поляна